# Landesverwaltungsamt Sachsen-Anhalt

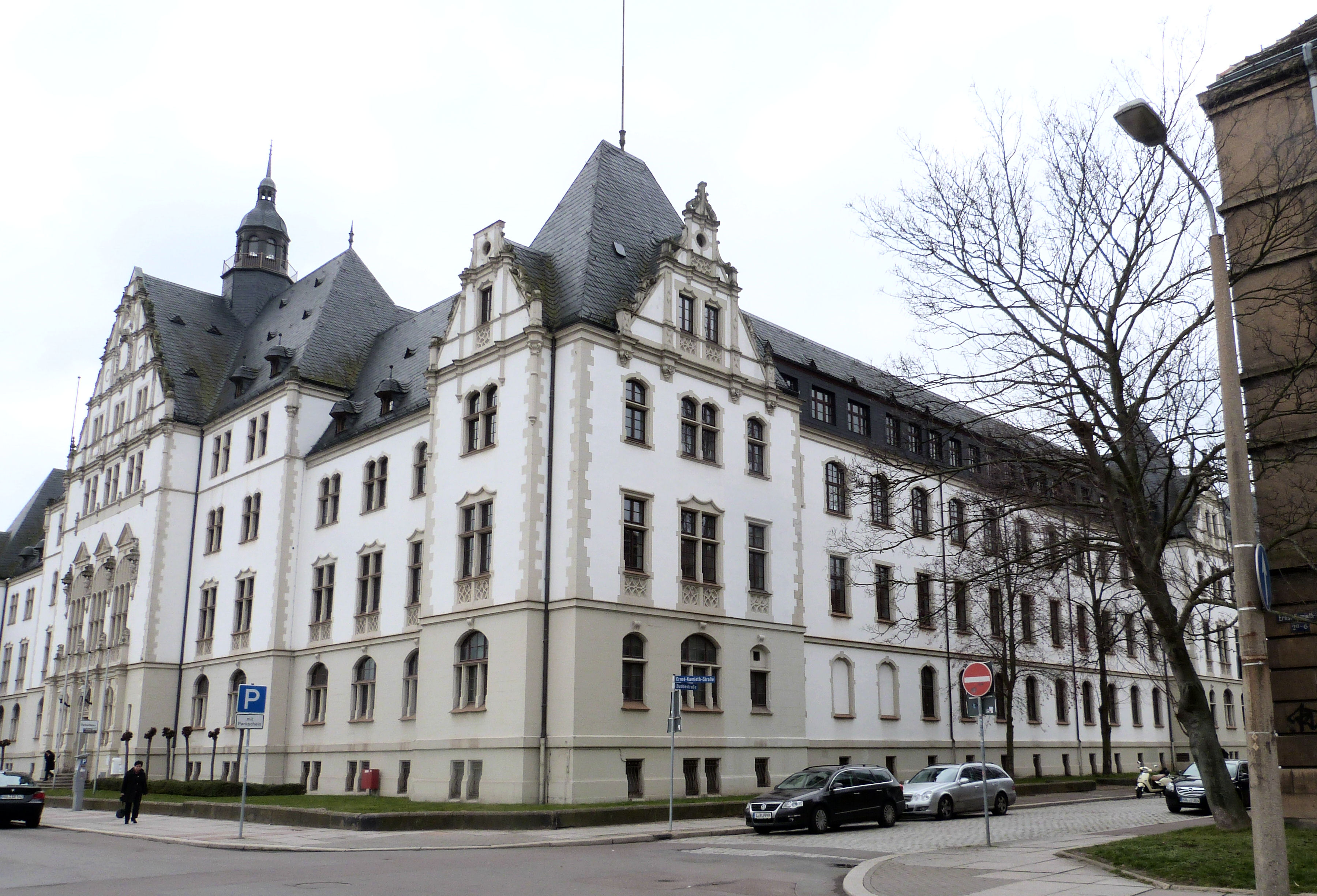
Hauptsitz des LVwA im Gebäude der ehemaligen Reichsbahndirektion Halle

Das Landesverwaltungsamt Sachsen-Anhalt (LVwA) ist die allgemeine obere Landesbehörde des Landes Sachsen-Anhalt, das heißt es nimmt alle Aufgaben auf der oberen Ebene der Landesverwaltung wahr, die nicht speziell einer anderen Behörde zugeordnet sind. Es steht damit zwischen der Landesregierung (Staatskanzlei und Ministerien) und den unteren Landesbehörden (dazu gehören insbesondere die Landkreise und kreisfreien Städte, soweit sie Aufgaben im übertragenen Wirkungskreis erfüllen). Das LVwA wurde am 1. Januar 2004 eingerichtet und hat seinen Sitz in Halle (Saale). Die Dienstaufsicht über das LVwA übt das Innenministerium aus. Die Fachaufsicht richtet sich hingegen danach, im Geschäftsbereich welchen Ministeriums das LVwA jeweils tätig wird.

## Geschichte und Gliederung

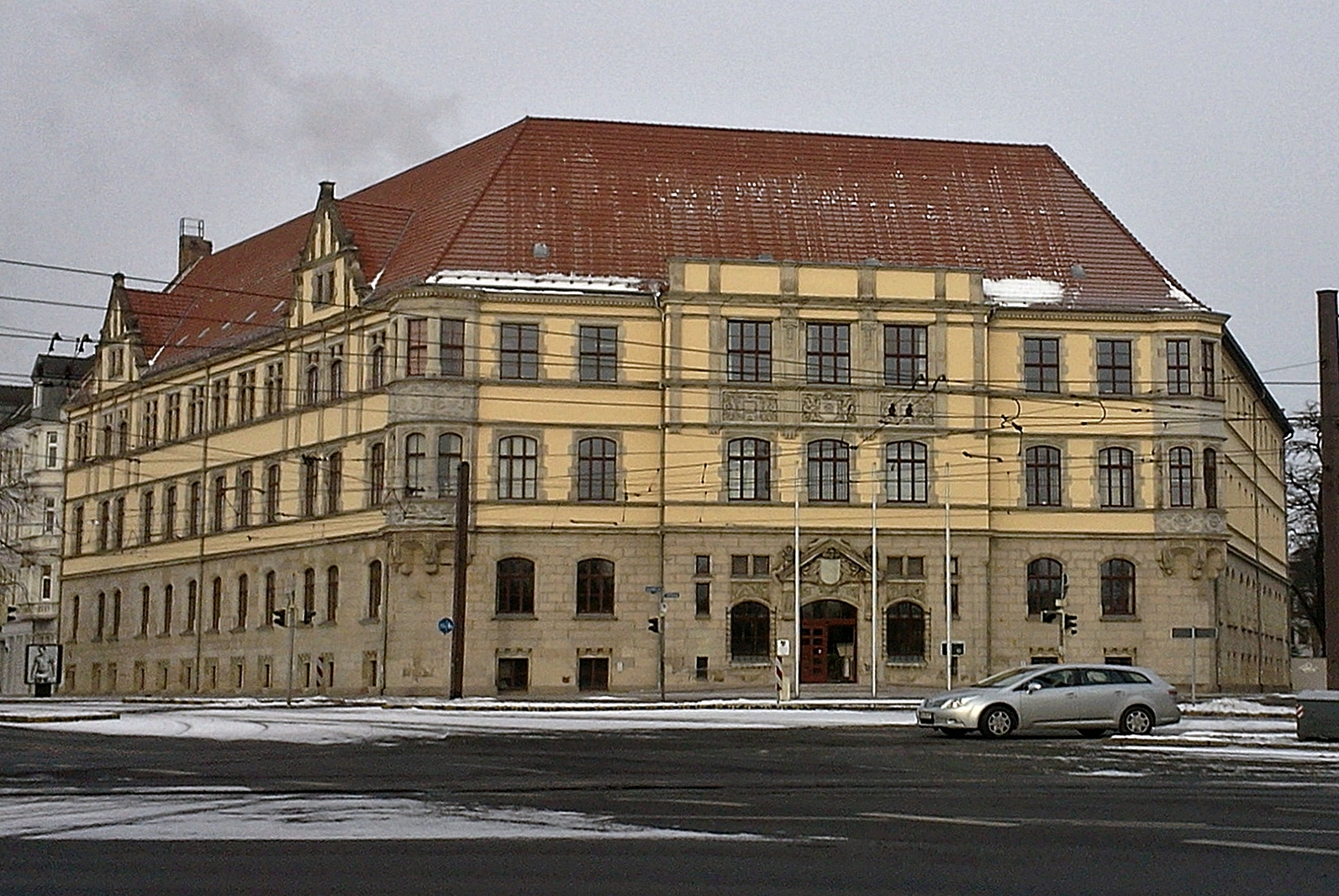
Nebenstelle LVwA in Magdeburg

Das Landesverwaltungsamt wurde am 1. Januar 2004 aufgrund des Gesetzes zur Neuordnung der Landesverwaltung am 17. Dezember 2003 errichtet. Dabei wurden 22 Sonderbehörden (u. a. die Staatlichen Schulämter, die Ämter für Versorgung und Soziales und das Landesamt für Versorgung und Soziales) sowie die drei Regierungspräsidien Magdeburg, Halle und Dessau in das LVwA eingegliedert.
Der Hauptsitz des LVwA befindet sich in Halle (Saale). Nebenstellen wurden entsprechend der ehemaligen Regierungsbezirke in Dessau-Roßlau und der Landeshauptstadt Magdeburg eingerichtet.
Das LVwA ist in fünf Abteilungen gegliedert:
- Abteilung Zentraler Service
- Abteilung Kommunales, Ordnung, Verbraucherschutz und Migration
- Abteilung Wirtschaft, Kultur, Bauwesen und Verkehr
- Abteilung Landwirtschaft und Umwelt
- Abteilung Familie, Gesundheit, Jugend und Versorgung

## Aufgaben
Das Aufgabenspektrum des Landesverwaltungsamts umfasst ca. 1.000 Verwaltungsaufgaben, wobei diese sowohl erstinstanzlich als auch in der Funktion einer Widerspruchsbehörde wahrgenommen werden. Die Mitarbeiter sind neben der Verwaltungspraxis spezialisiert auf die Fachbereiche Verkehrswesen, Natur- und Umweltschutz, Pädagogik und Psychologie.
Eine der elementaren und zentralen Aufgaben des LVwA ist die Ausübung der Kommunalaufsicht über die Landkreise und kreisfreien Städte von Sachsen-Anhalt. Handeln Gemeinden, Städte, Verwaltungsgemeinschaften, Landkreise und kreisfreie Städte im Rahmen ihrer kommunalen Selbstverwaltung gemäß Art. 28 Absatz 2 GG, unterliegt ihre Aufgabenwahrnehmung der Rechtsaufsicht des LVwA. Dies betrifft v. a. die Genehmigung der kommunalen Haushalte und Finanzen und hat weit reichende Folgen für Investitionstätigkeiten im kommunalen Bereich.
Das Landesverwaltungsamt ist auch die Fachaufsicht für kommunalen Behörden, wenn diese im sogenannten übertragenen Wirkungskreis Aufgaben ausüben, die ihnen aufgrund Landes- oder Bundesgesetzen zur Erfüllung übertragen wurden.
Gleichzeitig erfüllt das LVwA Aufgaben, die der Fachaufsicht des Ministeriums für Landwirtschaft und Umwelt, des Ministeriums für Gesundheit und Soziales, des Kultusministeriums und dem Ministerium für Wirtschaft und Arbeit unterliegen. Die Ämter für Landwirtschaft, Flurneuordnung und Forsten (ALFF) sind als untere Landesbehörden fachlich dem LVwA zugeordnet.
Seit dem 28. Dezember 2009 ist das LVwA der „Einheitliche Ansprechpartner“ aufgrund der EU Dienstleistungs-Richtlinie, d. h. eine Art Behördenlotse für Stellen aus der freien Wirtschaft. „Verfahrensmanager“ unterstützen auf dem Dienstleistungssektor der EU tätige Personen, welche sich in Sachsen-Anhalt ansiedeln möchten.
Für die Ordnung auf den Straßen von Sachsen-Anhalt ist auch das Referat für Verkehrswesen verantwortlich. Es erteilt die Genehmigungen für Schwerlasttransporte und legt gleichzeitig die Strecke und den Zeitraum des Transportes fest. Das LVwA hat diese den Verkehr stark beeinträchtigenden und auch gefährdenden Transporte zu überwachen.
Das Referat Versorgungsamt-Schwerbehindertenrecht ist für die Durchführung des Prüfverfahrens zur Erteilung eines Schwerbehindertenausweises zuständig. Im Zuge des demografischen Wandels und der Zunahme von alten und pflegebedürftigen Menschen ist auch die Aufsicht des LVwA über die Pflegeheime eine bedeutsamere Aufgabe geworden.
Das Land Sachsen-Anhalt verfügt über zwei Biosphärenreservate (Karstlandschaft Südharz und Mittelelbe) und einen Naturpark (Drömling), welche fachlich der Abteilung für Landwirtschaft und Umwelt des LVwA zugeordnet sind. Das LVwA ist die obere Naturschutzbehörde und trägt neben den unteren Naturschutzbehörden und -verbänden die Verantwortung für die Erhaltung der Artenvielfalt und des -reichtums von Flora und Fauna.
Weiterhin ist das LVwA die Katastrophenschutzbehörde des Landes Sachsen-Anhalt. Im Katastrophenfall fungiert die Behörde als Krisenmanager und informiert Bürger und Medien. Es koordiniert Hilfeersuchen und verteilt Hilfsgüter und Helfer, um größere Schäden von der Bevölkerung abzuwenden, weswegen es unter anderem mit einem Verbindungskommando mit dem Landeskommando Sachsen-Anhalt verbunden ist.

## Präsidenten
- 2004 – 05/2011: Thomas Leimbach (CDU) (zuvor Leiter des Aufbaustabes und ab 2003 zeitgleich Regierungspräsident von Halle, Dessau und Magdeburg)
- seit 05/2011: Thomas Pleye